# Бени Бенаси
Марко Бенаси (на италиански: Marco Benassi Geneser), по-известен като Бени Бенаси (Benny Benassi), е италиански хаус и електроклаш DJ.
Работи заедно с братовчед си Алесандро „Але“ Бенаси. Двамата продуцират музика под името Benassi Bros. Кариерата на дуета започва в края на 1980-те години.
Най-големият му хит е „I Feel So Fine“ от 2001 г., който той издава под името KMC с вокалите на италианската певица Dhany. След като променя стила си от еврохаус към електро, през 2002-2003 г. Бенаси пуска друг много успешен сингъл – „Satisfaction“, считан за „предтеча“ на електрохаус музиката като жанр, и добил голяма популярност и с провокативното си видео.
Песента достига до номер 2 в класациите на Великобритания, след като звукозаписната компания на клуба Ministry of Sound решава да смени оригиналното видео с ново, в което полуголи манекенки си служат с разни инструменти за строителни дейности, като почти им правят реклама на техническите характеристики, всяка със сексуален маниер във видеото. Постепенно все по-често синглите на Бенаси започват да се въртят по клубовете в Европа.
По-късно Бенаси създава своя собствен лейбъл Pump-Kin Music. Дейността му е фокусирана върху продуциране на слабоизвестни музиканти и DJ-и.

## Албуми
- Hypnotica (2003), като Benny Benassi presents The Biz
- Pumphonia (2004), като Benassi Bros
- ...Phobia (2005), като Benassi Bros
- Best Of (2005), като Benassi Bros
- Re-Sfaction 2 (2006), като Бени Бенаси